# علم الأحياء الكمومي
علم الأحياء الكمومي (بالإنجليزية: Quantum biology)‏ هو علم جديد يجمع بين فروع العلوم المختلفة التي تحاول ربط نظرية الكمومية في علم الفيزياء و علم الأحياء، لدراسة الظواهر الحيوية من خلال الميكانيك الكمومي، و يكون ذلك بتطبيق النظرية الكمومية في دراسة تركيب الكائنات الحية وماتـُجريه من تحولات للطاقة و تفاعلات كيميائية. هذا العلم يهدف إلى تطبيق الطبيعة الكمومية على الأنظمة الحيوية الكبيرة ، على عكس ما هو معهود بالنسبة لتفسير عالم الذرّة و عالم الجسيمات الأساسية تحت الذرية بوساطة النظرية الكمومية.
علم الأحياء الكمومي يستخدم حساب الرياضيات لنمذجة التفاعل الحيوي في الأحياء في ضوء تأثير الميكانيك الكمومي. وهذا المجال الجديد ما زال مفتوحا للنقاش، يوجد تعارض كبير بين العلماء في كيفية التعامل مع التأثيرات الكمومية عبر العديد من الجزيئات في مجال بعيد.

## دراسات
من بعض ظواهر الكائنات الحية التي قام العلماء بدراستها بوساطة الميكانيك الكمومي هي ظاهرة امتصاص إشعاع ذو تردد معين، مثل ما يحدث في التمثيل الضوئي في النبات والرؤية عند الحيوان. وكذلك تحول الطاقة الكيميائية إلى حركة، وشعور بعض الطيور والنحل بالمجال المعناطيسي للأرض الذي يساعدهم على توجيه طيرانهم. وقد وجد العلماء أن جزءاً من المخ لديهم يحتوي على حقل مغناطيسي حيوي يدخل في تفاعلات الخلية. كما يهتم هذا الفرع الجديد من علم البيولوجي بتفسير الدورة البيولوجية اليومية للنبات والحيوان والتي يلعب فيها الضوء دوراً هاماً.